# ژاپن در المپیک تابستانی ۱۹۶۰

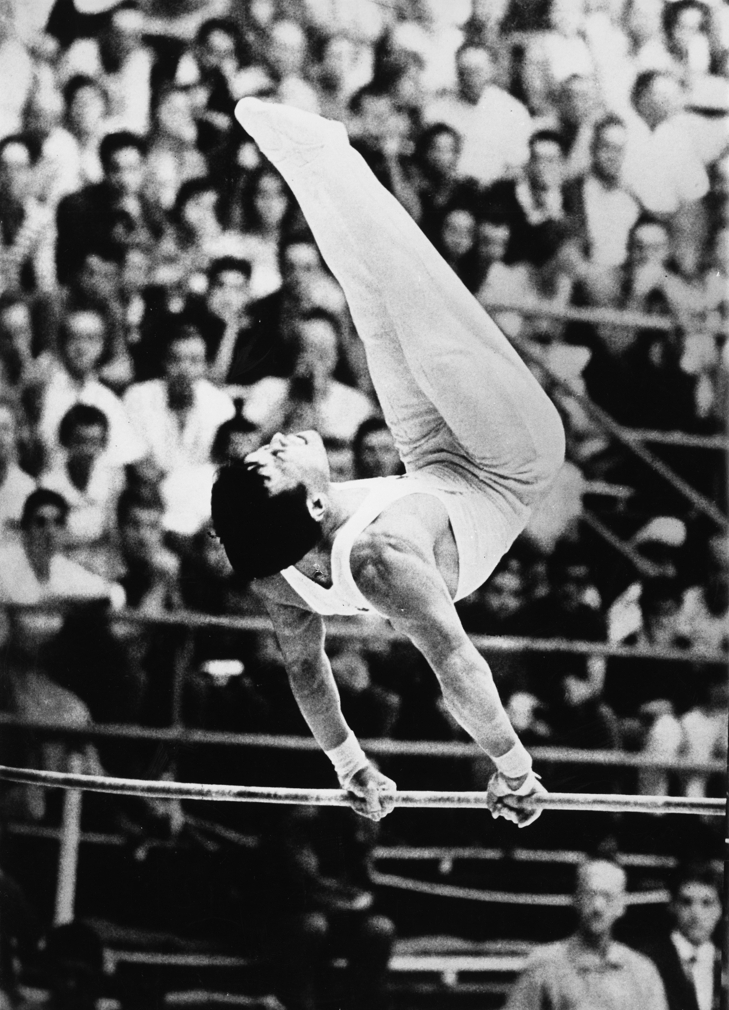
تاکاشی اونو، ورزشکار اهل ژاپن و برندهٔ مدال طلا بازی‌های المپیک تابستانی ۱۹۶۰

ژاپن در بازی‌های المپیک تابستانی ۱۹۶۰ که در شهر رم ایتالیا برگزار شد، کاروان ژاپن با ۱۶۲ ورزشکار در این رقابت‌ها شرکت کرد و موفق به کسب ۱۸ مدال (۴ طلا، ۷ نقره، ۷ برنز) شد. در جدول رتبه‌بندی توزیع مدال‌ها، ژاپن در ردهٔ ۸ مسابقات قرار گرفت.